# Leo Timmers
Leo Timmers (Genk, 12 februari 1970) is een Vlaams jeugdauteur en illustrator. Hij is de zoon van kunstenaar Staf Timmers.

## Leven
Timmers groeide op in Houthalen-Helchteren. Door zijn dyslexie las hij tijdens zijn jeugd meer strips dan boeken. Als gevolg begon hij op zijn achtste zelf stripverhaaltjes te tekenen en te schrijven. Later studeerde hij Publiciteit en Grafische Vormgeving en na zijn studies begon hij als zelfstandig illustrator. Toen hij met zijn gezin naar Brussel verhuisde, schreef hij ook de eerste teksten bij zijn prentenboeken.

## Werk
In 1993 debuteerde Leo Timmers als illustrator met Ted en Netje van Agnes Verboven. Zijn cartooneske tekenstijl kenmerkt zich door humor, vorm en kleur en daardoor springen zijn illustraties meteen in het oog. Zijn felgekleurde prenten en scherp afgelijnde figuren passen dan ook bij de humoristische ondertoon van zijn verhalen. Zijn originele stijl is het resultaat van een langdurig proces van wikken en wegen en verschillende elementen uitproberen. Doorheen de jaren is het werk van Timmers geëvolueerd van gedetailleerd, schilderachtig en plastisch, naar een ruwere en meer spontane werkwijze.
Hij slaagt er in om lichte humor te combineren met ernstige thema’s als hebzucht of erbij willen horen. Die combinatie van vrolijkheid en ernst is ook te merken in Boem, een prentenboek over een kettingbotsing. Daarin vertelt hij het verhaal van een bende beesten die een kettingbotsing veroorzaken. Elk dier heeft zijn eigen moment van verstrooidheid en daar komen ongelukken van. Maar gewonden of verkeersagressie vind je niet in Boem, iedereen komt beter uit het ongeluk dan voordien. Leo Timmers kan enkel met beelden een eigen wonderlijke wereld creëren voor kinderen.
Hij illustreert ook regelmatig voor De Standaard en tijdschriften zoals Humo en Knack en maakt covers voor jeugdromans en advertenties. Hij is meermaals bekroond voor zijn werk en zijn boeken zijn wereldwijd vertaald en uitgegeven. Zijn boek Wij samen op stap is in eerste instantie een samenwerking met de Amerikaanse schrijfster Jean Reidy en is pas later vertaald door Bart Moeyaert.
In 2000 debuteerde hij als auteur met Blij met mij. Daarvoor ontving hij de Boekenpluim. Ondertussen werden zijn boeken in meer dan 25 talen vertaald.
Hij is eveneens betrokken bij de tv-reeksen Ziggy & the Zootram en Deep sea Doctor Derek. Zijn werk werd meermaals bekroond door de Kinder- en Jeugdjury Vlaanderen.
In 2019 werd de Engelse versie van zijn werk 'Aap op straat' ('Monkey on the run') door de New York Times verkozen tot een van de tien beste kinderboeken van het jaar.
In 2020 ontwierp Timmers de affiche voor Jeugdboekenmaand.

## Prijzen
- 2000 - de Boekenpluim voor Blij met mij
- 2005 - KJV 0-6 jaar voor Net op tijd (samen met Bart Demyttenaere)
- 2006 - KJV 0-6 jaar voor Supermuis
- 2007 - KJV 0-6 jaar voor Wie rijdt?
- 2009 - KJV 0-6 jaar voor Diepzeedokter Diederik
- 2012 - KJV 0-6 jaar voor Meneer René
- 2012 - de Boekenpauw voor Boem
- 2013 - KJV 0-6 jaar voor Boem
- 2017 - KJV 0-6 jaar voor Garage Gust
- 2018 - Sardes-Leespluim voor Een huis voor Harry
- 2019 - Prentenboek van het jaar voor Een huis voor Harry
- 2022-2023 - de Leesjury Groep 1 (4 tot 6 jaar) voor De lieve krokodil[1]
- 2024 - Sardes-Leespluim voor De bril van Beer